# 島津忠隆
島津 忠隆（しまづ ただたか）は、室町時代後期の薩摩国の大名。島津氏の第13代当主。

## 生涯
明応6年（1497年）、島津氏第11代当主・島津忠昌の次男として誕生。
永正12年（1515年）、兄で第12代当主・島津忠治の死去により家督を継ぐ。永正13年（1516年）、琉球支配を企んでいた備中国蓮島の三宅国秀を討ち、島津氏の琉球における権益を守った（ただし、この事件を島津氏が琉球貿易独占の口実の為に創作した虚偽の事件とする説もある）。兄が倒せなかった吉田位清を討って領内の平定を進めたものの、兄同様に戦乱を好まず文学に傾倒し、古今伝授を受けている。このために島津氏内部の内乱は続いた。
永正16年（1519年）4月14日死去。享年23。墓所ははじめ鹿児島の隆盛院、後に福昌寺に改葬されている。跡を弟の島津勝久が継いだ。